# لوسی-لو-میل
لوسی-لو-میل (به فرانسوی: Luçay-le-Mâle) یک کمون در فرانسه است که در اندر واقع شده‌است. لوسی-لو-میل ۶۸٫۰۸ کیلومتر مربع مساحت و ۱٬۴۹۶ نفر جمعیت دارد و ۱۲۵ متر بالاتر از سطح دریا واقع شده‌است.